# Et hul i jorden
Et hul i jorden er en dansk dokumentarfilm fra 1987 instrueret af Peter Ronild efter eget manuskript.

## Handling
Kryolitten er hentet op fra den grønlandske undergrund i mere end 100 år. Det vidner et hul i jorden om nær Ivigtut, og det vidner de store gevinster om, som danskerne har gjort gennem formalinger og den industrielle udnyttelse af mineralerne, som har givet tusinder af danske arbejdere og funktionærer et hårdt og ensomt liv, ofte med sygdomme som resultat. Men også historien om retten til gevinsten - aktuelt den dag i dag.